# Шилова, Вера Сергеевна
Ве́ра Серге́евна Ши́лова (4 марта 1935, РСФСР, СССР — 10 августа 2014, Москва, Россия) — советская и российская артистка оперетты, солистка Московского театра оперетты, Заслуженная артистка РСФСР (1978).

## Биография
Родилась 4 марта 1935 года в Советском Союзе.
Поступила в ГИТИС имени А. В. Луначарского на отделение музыкальной комедии (курс Л. В. Баратова) и с отличием окончила его в 1962 году. В 1970—1980-е годы была солисткой Московского театра оперетты.
Умерла 10 августа 2014 года на 80-м году жизни в Москве.

### Семья
- Муж — Геннадий Константинович Черкасов, народный артист РСФСР.
  - Сын — Николай

## Работы в театре
- Таня Лялина — «Девушка с голубыми глазами» В. И. Мурадели (постановка Г. П. Ансимова, режиссёр И. С. Барабашов)
- Чанита — «Поцелуй Чаниты» Ю. С. Милютина (постановка Г. А. Шаховской и С. Л. Штейна, режиссёр А. Ф. Гедройц)
- Анжель Дидье — «Граф Люксембург» Ф. Легара (постановка Г. М. Ярона, режиссёр А. Ф. Гедройц)
- Сильва — «Сильва» И. Кальмана (постановка Г. М. Ярона, режиссёр А. Ф. Гедройц) (1967)
- Марица — «Марица» И. Кальмана (постановка Г. М. Ярона, режиссёр А. Ф. Гедройц, спектакль возобновлён И. С. Барабашовым)
- Ганна Главари — «Весёлая вдова» Ф. Легара (постановка В. А. Канделаки, режиссёр А. Ф. Гедройц)
- Лала — «Не прячь улыбку» Р. Гаджиева (постановка Ф. Г. Султанова, режиссёр А. Ф. Гедройц)
- Ирина — «Москва—Париж—Москва» В. И. Мурадели (постановка Г. П. Ансимова)
- Стелла — «Вольный ветер» И. О. Дунаевского (постановка В. А. Курочкина, режиссёр А. Ф. Гедройц)
- Павла Петровна Панова — «Товарищ Любовь» В. Г. Ильина по пьесе К. А. Тренёва «Любовь Яровая» (постановка Ю. А. Петрова, режиссёры И. М. Рапопорт, И. С. Барабашов, В. В. Николаев, Е. Л. Кациров)
- Леонтина, баронесса — «Королева чардаша» И. Кальмана (постановка Ю. А. Петрова, режиссёр М. М. Бурцев)

## Дискография
- 1969 — По страницам советских оперетт. Оркестр Московского театра оперетты, дирижёр Г. К. Черкасов; [Д 24285-6] — Песенка Пепиты из оперетты И. О. Дунаевского «Вольный ветер»
- 1977 — И. Кальман: «Сильва», монтаж оперетты (русский текст В. Михайлова и Д. Г. Толмачёва). Хор Московского театра оперетты. Эстрадно-симфонический оркестр Всесоюзного радио и телевидения, дирижёр Ю. В. Силантьев; [С10—09101-6] — Сильва
- 1980 — И. Кальман: «Марица», оперетта в трёх действиях. Хор и оркестр Центрального телевидения и Всесоюзного радио под управлением Л. В. Николаева; [С60—13553-8] — Марица
- 1981 — К. Целлер: «Продавец птиц», монтаж оперетты (либретто М. Веета и Л. Хельда, русский текст С. А. Ценина). Хор Московского театра оперетты, оркестр симфонической и эстрадной музыки Центрального телевидения и Всесоюзного радио под управлением А. Г. Михайлова; [С60—15655-8] — Мари
- 2010 — Имре Кальман — Принцесса цирка (серия «Великие композиторы — Коллекция классики от „КП“». Том 17). Записи 1972—1985 годов; [MEL CD 10 01777] — Сильва (выходная ария Сильвы; дуэт Эдвина и Сильвы «Ты божество, ты мой кумир»; Сильва, Эдвин, Бони и Ферри: «О, счастья не ищи»; дуэт Эдвина и Сильвы «Счастьем этот день отмечен»)

## Фильмография
- 1961 — Весна, цветы и, конечно… любовь — Валентина[4]
- 1976 — Сильва (фильм-спектакль) — Сильва Вареску (главная роль)[5]